# Jan Hirt
Jan Hirt, češki kolesar, * 21. januar 1991, Třebíč, Češkoslovaška.
Hirt je češki profesionalni cestni kolesar, ki od leta 2023 tekmuje za UCI WorldTeam ekipo Quick-Step Alpha Vinyl Team, pred tem pa je bil član ekip Leopard–Trek Continental Team, Etixx, CCC–Sprandi–Polkowice, Astana, CCC Team in Intermarché–Wanty–Gobert Matériaux. Na Dirki po Italiji je v svojem debitantskem nastopu leta 2017 dosegel svojo najboljšo uvrstitev v skupnem seštevku dirk Grand Tour z dvanajstim mestom, leta 2022 pa še svojo prvo etapno zmago na dirkah Grand Tour. Na Dirki po Španiji je najboljšo skupno uvrstitev dosegel leta 2021 z 28. mestom, na Dirki po Franciji pa je edinkrat nastopil leta 2020 in zasedel skupno 67. mesto. Leta 2016 je osvojil zmago na Dirki po Avstriji, kjer je bil leto pred tem tretji, leta 2022 pa je dobil Dirko po Omanu. Osvojil je tretji mesti na Dirki po Alzaciji leta 2014 in Dirki po Hrvaški leta 2017.